# Zavinek
Zavinek este o localitate din comuna Škocjan, Slovenia, cu o populație de 62 de locuitori.